# Termopile

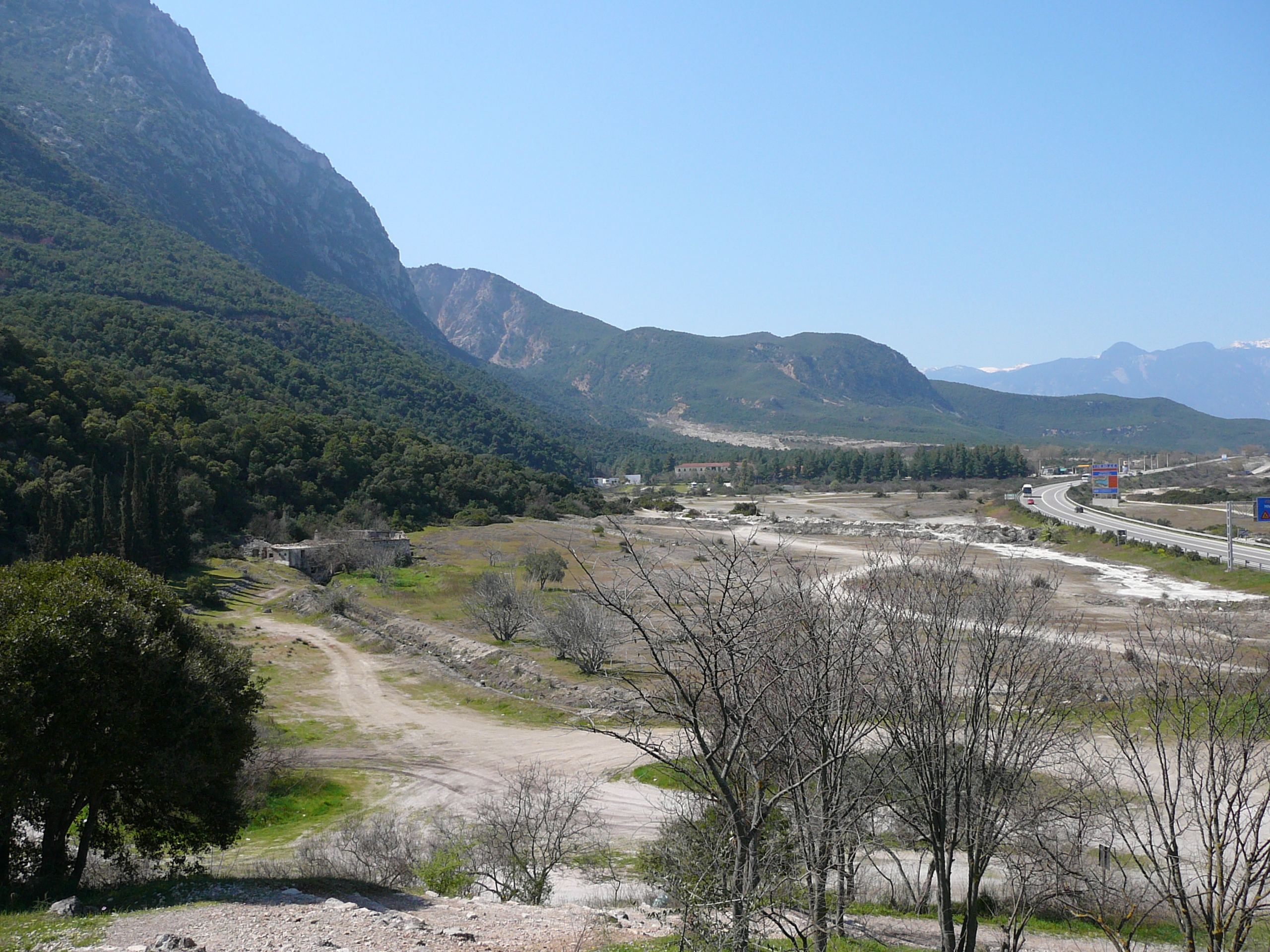
Vedere spre Termopile din zona Zidului Focian. În timpurile antice, linia coastei ar fi fost mult mai aproape de munţi.

Termopile este un defileu îngust, strategic, din partea est-centrală a Greciei, situat la circa 137 km nord-est de Atena. Acest defileu a fost teatrul unei bătălii importante din Războaiele Medice dintre greci și perși. Bătălia de la Termopile a avut loc în 480 î.Hr., între regele Spartei, Leonidas și o armată persană superioară numeric, condusă de regele Xerxes. Când Leonidas și-a dat seama că nu are șanse sa învingă, a dat drumul aliaților săi și a murit eroic, apărând trecătoarea cu 300 de spartani și 700 de thespieni. Deși unii ar considera acest lucru o moarte inutilă, lupta și-a îndeplinit scopul, anume sǎ încetinească armata persană câștigând timp flotei ateniene să se pregătească pentru război.

## Mitologie
În greacǎ Termopile (Thermopylae) înseamnǎ "porțile fierbinți". Aceasta derivǎ din mitul ce spune cǎ Heracle a sǎrit în râu pentru a spǎla veninul Hidrei impregnat în haina sa pe care nu o putea da jos. Se spune cǎ râul s-a fǎcut fierbinte și a rǎmas așa de atunci.